# Garingging
Garingging is een bestuurslaag in het regentschap Karo van de provincie Noord-Sumatra, Indonesië. Garingging telt 1239 inwoners (volkstelling 2010).